# 北方貿易
北方貿易（ほっぽうぼうえき）又は北方交易とは、奥州藤原氏、あるいはそれ以前に奥六郡を支配した安倍氏や清原氏がアイヌを介して北東アジア大陸を含む北方地域との間で行った交易。主に陸奥湾沿岸（外が浜）地域の外港を拠点に行われたと推定されている。